# EHF European League (femminile)
La EHF European League è, in ordine di importanza, la seconda competizione europea di pallamano per club femminili. Si disputa con cadenza annuale ed è organizzata dalla EHF. Il secondo torneo continentale prese il via nel 1981 ed è stato organizzato dalla IHF fino al 1993.

## Formato
Per la stagione 2019-2020 il torneo si suddivide in una fase di qualificazione, una fase a gironi e una fase a eliminazione diretta. La fase di qualificazione si sviluppa su tre turni, al termine dei quali le dodici squadre vincitrici accedono alla fase a gironi, assieme alle quattro squadre quarte classificate nella fase a gironi del turno preliminare della EHF Champions League. Nella fase a gironi le 16 squadre vengono suddivise in quattro gironi da quattro squadre e le prime due classificate accedono alla fase successiva. Nella fase a eliminazione diretta le 8 rimanenti squadre si affrontano in partite di andata e ritorno a partire dai quarti di finale per designare la squadra vincitrice.

## Albo d'oro
| Edizione                                                  | Vincitore                                              | Punteggio                                              | Finalista                                              |
| --------------------------------------------------------- | ------------------------------------------------------ | ------------------------------------------------------ | ------------------------------------------------------ |
| IHF Cup                                                   |                                                        |                                                        |                                                        |
| 1981-82 dettagli                                          | Tresnjevka Zagabria                                    | 47 - 46 (30-27; 17-19)                                 | Eglė Vilnius                                           |
| 1982-83 dettagli                                          | Avtomobilist Baku                                      | 38 - 29 (20-14; 18-15)                                 | Empor Rostock                                          |
| 1983-84 dettagli                                          | Râmnicu Vâlcea                                         | 51 - 39 (22-18; 29-21)                                 | Oldenburg                                              |
| 1984-85 dettagli                                          | ASK Frankfurt-am-Oder                                  | 36 - 32 (17-19; 19-13)                                 | Vasas Budapest                                         |
| 1985-86 dettagli                                          | SC Leipzig                                             | 41 - 37 (16-22; 25-15)                                 | Debrecen VSC                                           |
| 1986-87 dettagli                                          | Budućnost Podgorica                                    | 55 - 50 (21-23; 34-27)                                 | Start Bratislava                                       |
| 1987-88 dettagli                                          | Eglė Vilnius                                           | 56 - 52 (34-20; 22-32)                                 | Budućnost Podgorica                                    |
| 1988-89 dettagli                                          | Râmnicu Vâlcea                                         | 47 - 44 (26-18; 21-26)                                 | Eglė Vilnius                                           |
| 1989-90 dettagli                                          | ASK Frankfurt-am-Oder                                  | 40 - 38 (19-22; 21-16)                                 | Spartak Kiev                                           |
| 1990-91 dettagli                                          | Lokomotiva Zagabria                                    | 38 - 31 (19-11; 19-20)                                 | Bayer Leverkusen                                       |
| 1991-92 dettagli                                          | SC Leipzig                                             | 52 - 37 (24-19; 28-18)                                 | Tempo Partizánske                                      |
| 1992-93 dettagli                                          | Rapid Bucarest                                         | 50 - 40 (28-16; 22-24)                                 | Cercle Digione Bourgogne                               |
| EHF Cup                                                   |                                                        |                                                        |                                                        |
| 1993-94 dettagli                                          | Viborg                                                 | 44 - 44 (23-20; 21-24)                                 | Debrecen VSC                                           |
| 1994-95 dettagli                                          | Debrecen VSC                                           | 44 - 44 (22-14; 22-30)                                 | Bækkelaget                                             |
| 1995-96 dettagli                                          | Debrecen VSC                                           | 38 - 38 (20-23; 18-15)                                 | Larvik HK                                              |
| 1996-97 dettagli                                          | Olimpia Lubiana                                        | 52 - 48 (26-18; 26-30)                                 | Borussia Dortmund                                      |
| 1997-98 dettagli                                          | Dunaferr NK                                            | 60 - 49 (26-22; 34-27)                                 | Banská Bystrica                                        |
| 1998-99 dettagli                                          | Viborg                                                 | 49 - 45 (21-24; 28-21)                                 | Győri ETO KC                                           |
| 1999-00 dettagli                                          | El Ferrobus Mislata                                    | 42 - 41 (24-22; 18-19)                                 | Tertnes Bergen                                         |
| 2000-01 dettagli                                          | MKS Lublin                                             | 52- 45 (28-21; 24-24)                                  | Podravka Koprivnica                                    |
| 2001-02 dettagli                                          | Ikast-Bording                                          | 61 - 53 (25-30; 36-23)                                 | Győri ETO KC                                           |
| 2002-03 dettagli                                          | Slagelse                                               | 49 - 47 (22-27; 29-20)                                 | Dunaferr NK                                            |
| 2003-04 dettagli                                          | Viborg                                                 | 64 - 48 (27-27; 37-21)                                 | Győri ETO KC                                           |
| 2004-05 dettagli                                          | Alcoa FKC                                              | 49 - 46 (21-27; 28-19)                                 | Győri ETO KC                                           |
| 2005-06 dettagli                                          | Ferencváros                                            | 70 - 68 (37-36; 33-32)                                 | Podravka Koprivnica                                    |
| 2006-07 dettagli                                          | Zvezda Zvenigorod                                      | 62 - 57 (30-35; 32-22)                                 | Ikast-Bording                                          |
| 2007-08 dettagli                                          | Dinamo Volgograd                                       | 50 - 45 (27-25; 23-20)                                 | Itxako Navarra                                         |
| 2008-09 dettagli                                          | Itxako Navarra                                         | 52 - 45 (27-19; 25-26)                                 | SC Leipzig                                             |
| 2009-10 dettagli                                          | Randers                                                | 50 - 46 (20-22; 30-24)                                 | Elda Prestigio                                         |
| 2010-11 dettagli                                          | Midtjylland                                            | 52 - 47 (24-26; 28-21)                                 | Team Tvis Holstebro                                    |
| 2011-12 dettagli                                          | Lada Togliatti                                         | 51 - 44 (20-22; 30-24)                                 | Zalău                                                  |
| 2012-13 dettagli                                          | Team Tvis Holstebro                                    | 64 - 63 (31-35; 33-28)                                 | Metz                                                   |
| 2013-14 dettagli                                          | Lada Togliatti                                         | 68 - 57 (36-25; 32-32)                                 | Team Esbjerg                                           |
| 2014-15 dettagli                                          | Team Tvis Holstebro                                    | 55 - 53 (33-20; 22-33)                                 | Rostov-Don                                             |
| 2015-16 dettagli                                          | Dunaújváros                                            | 55 - 49 (26-28; 29-21)                                 | TuS Metzingen                                          |
| 2016-17 dettagli                                          | Rostov-Don                                             | 53 - 46 (28-25; 25-21)                                 | BBM Bietigheim                                         |
| 2017-18 dettagli                                          | SCM Craiova                                            | 52 - 51 (22-26; 30-25)                                 | Vipers Kristiansand                                    |
| 2018-19 dettagli                                          | Siófok KC                                              | 47 - 42 (21-21; 26-21)                                 | Team Esbjerg                                           |
| 2019-20 dettagli                                          | Edizione annullata a causa della pandemia di COVID-19. | Edizione annullata a causa della pandemia di COVID-19. | Edizione annullata a causa della pandemia di COVID-19. |
| Dal 2020 la competizione è denominata EHF European League |                                                        |                                                        |                                                        |
| 2020-21                                                   | Nantes                                                 | 36 - 31                                                | Siófok KC                                              |
| 2021-22                                                   | BBM Bietigheim                                         | 31 - 20                                                | Viborg                                                 |
| 2022-23                                                   | Ikast                                                  | 31 - 24                                                | Nykøbing Falster                                       |
| 2023-24                                                   | Storhamar                                              | 29 - 27                                                | Gloria Bistrița                                        |
| 2024-25                                                   | Thüringer                                              | 34 - 32                                                | Ikast                                                  |

## Statistiche

### Vittorie per squadra
| Squadra               | Vittorie | Anni vittorie    |
| --------------------- | -------- | ---------------- |
| Viborg                | 3        | 1994, 1999, 2004 |
| Ikast                 | 3        | 2002, 2011, 2023 |
| Debrecen VSC          | 2        | 1995, 1996       |
| Dunaújváros           | 2        | 1998, 2016       |
| SC Leipzig            | 2        | 1986, 1992       |
| Team Tvis Holstebro   | 2        | 2013, 2015       |
| Râmnicu Vâlcea        | 2        | 1984, 1989       |
| ASK Frankfurt-am-Oder | 2        | 1985, 1990       |
| Lada Togliatti        | 2        | 2012, 2014       |
| Eglė Vilnius          | 1        | 1988             |
| Budućnost Podgorica   | 1        | 1987             |
| Itxako Navarra        | 1        | 2009             |
| Rostov-Don            | 1        | 2017             |
| Tresnjevka Zagabria   | 1        | 1982             |
| Avtomobilist Baku     | 1        | 1983             |
| Lokomotiva Zagabria   | 1        | 1991             |
| Rapid Bucarest        | 1        | 1993             |
| Olimpia Lubiana       | 1        | 1997             |
| El Ferrobus Mislata   | 1        | 2000             |
| MKS Lublin            | 1        | 2001             |
| Slagelse              | 1        | 2003             |
| Alcoa FKC             | 1        | 2005             |
| Ferencváros           | 1        | 2006             |
| Zvezda Zvenigorod     | 1        | 2007             |
| Dinamo Volgograd      | 1        | 2008             |
| Randers               | 1        | 2010             |
| SCM Craiova           | 1        | 2018             |
| Siófok KC             | 1        | 2019             |
| Nantes                | 1        | 2021             |
| BBM Bietigheim        | 1        | 2022             |
| Storhamar             | 1        | 2024             |
| Thüringer             | 1        | 2025             |